# Исивара, Дзюн
Дзюн (Ацуси) Исивара (Исихара), в русскоязычной литературе часто Джун Ишивара (яп. 石原 純, англ. Ishiwara/Ishihara Atsushi/Jun; 15 января 1881, Токио — 19 января 1947, префектура Тиба) — японский физик-теоретик, автор работ по электронной теории металлов, теории относительности и квантовой теории. Будучи единственным японским учёным, внесшим оригинальный вклад в старую квантовую теорию, в 1915 году независимо от других учёных сформулировал правила квантования для систем с несколькими степенями свободы.

## Биография
Дзюн Исивара родился в семье христианского священника Рё Исивары (Ryo Ishiwara) и Тисэ Исивары (Chise Ishiwara). В 1906 году он завершил обучение на кафедре теоретической физики Токийского университета, где был учеником Хантаро Нагаоки. С 1908 года Исивара преподавал в школе артиллерийских инженеров, а в 1911 году получил место доцента в Школе наук университета Тохоку. С апреля 1912 по май 1914 года он стажировался в Европе — в Мюнхенском университете, Цюрихском политехникуме и Лейденском университете, где работал с Арнольдом Зоммерфельдом и Альбертом Эйнштейном. После возвращения на родину Исивара получил должность профессора в университете Тохоку, а в 1919 году за свою научную деятельность был удостоен Императорской премии Японской академии наук.
С 1918 года научная активность Исивары начала уменьшаться. В 1921 году из-за любовной связи он был вынужден взять отпуск в университете, а два года спустя окончательно ушёл в отставку. С этих пор он посвятил себя в основном писательству и научной журналистике (в этой области он был одним из пионеров в Японии), из-под его пера вышло много популярных книг и статей, рассказывавших о последних достижениях науки. В конце 1922 года у Исивары останавливался Эйнштейн во время своего визита в Японию; японский учёный записал и опубликовал ряд выступлений своего великого коллеги, в том числе его киотскую речь, в которой тот впервые подробно рассказал о своём пути к созданию теории относительности. Большой популярностью среди молодых учёных и специалистов пользовалась двухтомная монография Исивары «Фундаментальные проблемы физики»; он также редактировал первое полное собрание работ Эйнштейна, вышедшее в японском переводе в 1922—1924 годах. Кроме того, Исивара получил известность как поэт, писавший стихотворения в жанре танка. Незадолго до начала Второй мировой войны он выступал в прессе с критикой правительственного контроля над наукой.

## Научная деятельность

### Теория относительности
Исивара был одним из первых японских учёных, обратившихся к теории относительности; ему принадлежит первая в Японии научная статья на эту тему. В 1909—1911 годах он исследовал в рамках этой теории ряд конкретных задач, связанных с динамикой электронов, распространением света в движущихся объектах и вычислением тензора энергии-импульса электромагнитного поля. В 1913 году на основе принципа наименьшего действия он вывел выражение для этого тензора, ранее полученное Германом Минковским. Исивара принял непосредственное участие в дискуссиях первой половины 1910-х годов, предшествовавших созданию общей теории относительности. Опираясь на скалярную теорию гравитации, предложенную Максом Абрагамом, и исходя из популярного в то время представления об электромагнитном происхождении материи, японский физик разработал собственную теорию, в которой попытался объединить электромагнитное и гравитационное поля, а точнее вывести второе из первого. Предположив, что скорость света является переменной величиной и переписав соответствующим образом уравнения Максвелла, он показал, что такое представление приводит к появлению в законе сохранения энергии-импульса дополнительных членов, которые можно трактовать как гравитационный вклад. Полученный результат находился в согласии с теорией Абрагама, однако в дальнейшем Исивара развивал свою теорию уже в направлении согласования её с теорией относительности. Учёный также предпринимал попытки построить пятимерную теорию для объединения гравитационного и электромагнитного полей.

### Квантовая физика
В первой работе, посвящённой проблемам квантовой физики (1911), Исивара вывел формулу Планка и попытался обосновать волновые свойства излучения на основе предположения, что оно состоит из световых квантов. Тем самым он предвосхитил некоторые идеи Луи де Бройля и Сатьендраната Бозе. В том же 1911 году японский учёный высказался в поддержку гипотезы световых квантов, как возможного объяснения природы рентгеновских и гамма-лучей.
В 1915 году Исивара стал первым незападным учёным, сославшимся в опубликованной работе на атомную теорию Бора. 4 апреля 1915 года он представил в Токийское математико-физическое общество статью «Универсальное значение кванта действия» (нем. Universelle Bedeutung des Wirkungsquantums), в которой попытался объединить идеи Макса Планка об элементарных ячейках в фазовом пространстве, представление о квантовании углового момента в боровской модели атома и гипотезу Арнольда Зоммерфельда об изменении интеграла действия в квантовых процессах. Японский учёный выдвинул предположение, что движение квантовой системы, имеющей {\displaystyle j} степеней свободы, должно удовлетворять следующему среднему соотношению между величинами координат ({\displaystyle q_{i}}) и соответствующих импульсов ({\displaystyle p_{i}}): {\displaystyle {\frac {1}{j}}\sum _{i=1}^{j}\int {p_{i}dq_{i}}=h}, где {\displaystyle h} — постоянная Планка. Исивара показал, что эта новая гипотеза может быть использована для воспроизведения известных на тот момент квантовых эффектов. Так, ему удалось получить выражение для квантования углового момента в атоме Бора с учётом эллиптичности орбит электронов, хотя из его теории следовала необходимость принять заряд ядра атома водорода равным двум элементарным зарядам. В качестве второго приложения выдвинутой гипотезы Исивара рассмотрел проблему фотоэффекта, получив линейную связь между энергией электрона и частотой излучения в соответствии с формулой Эйнштейна. Позже в том же 1915 году Исивара выдвинул другую гипотезу, согласно которой в стационарном состоянии произведение энергии атома на период движения электрона должно равняться целому числу постоянных Планка. В 1918 году он связал выдвинутый тремя годами ранее постулат с теорией адиабатических инвариантов.
Примерно в то же время аналогичные правила квантования систем многих степеней свободы были независимо получены Уильямом Уилсоном и Зоммерфельдом и обычно называются квантовыми условиями Зоммерфельда. Причиной ошибки Исивары, проявившейся при расчёте водородного атома, по-видимому, было лишнее усреднение по количеству степеней свободы (деление на {\displaystyle j} перед суммой). В то же время его квантовое условие, отличавшееся от зоммерфельдовского наличием суммирования, обладало тем достоинством, что позволяло получать правильные результаты независимо от выбора координат. На это указал в 1917 году Эйнштейн, который, не зная о работе японского физика, вывел то же соотношение и показал, что в случае разделяющихся координат оно переходит в условия Уилсона и Зоммерфельда.

## Основные публикации
- Ishiwara J. Zur Optik der bewegten ponderablen Medien // Tokyo Sugaku Buturi-gakkakiwi Kizi [Proceedings of Tokyo Mathematico-Physical Society]. — 1909. — Bd. 5. — S. 150—180. — doi:10.11429/ptmps1907.5.10_150.
- Ishiwara J. Beiträge zur Theorie der Lichtquanten // Scientific Reports of Tohoku University. — 1912. — Bd. 1. — S. 67—104.
- Ishiwara J. Bericht über die Relativitätstheorie // Jahrbuch der Radioaktivität und Elektronik. — 1912. — Bd. 9. — S. 560—648.
- Ishiwara J. Zur Theorie der Gravitation // Physikalische Zeitschrift. — 1912. — Bd. 13. — S. 1189—1193.
- Ishiwara J. Über das Prinzip der kleinsten Wirkung in der Elektrodynamik bewegter ponderabler Körper // Annalen der Physik. — 1913. — Bd. 42. — S. 986—1000. — doi:10.1002/andp.19133471505.
- Ishiwara J. Die elektronentheoretische Begründung der Elektrodynamik bewegter Körper // Jahrbuch der Radioaktivität und Elektronik. — 1914. — Bd. 11. — S. 167—186.
- Ishiwara J. Die Grundlagen einer relativistischen und elektromagnetischen Gravitationstheorie // Physikalische Zeitschrift. — 1914. — Bd. 15. — S. 294—298, 506—510.
- Ishiwara J. Zur relativistischen Theorie der Gravitation // Scientific Reports of Tohoku University. — 1915. — Bd. 4. — S. 111—160.
- Ishiwara J. Universelle Bedeutung des Wirkungsquantums // Tokyo Sugaku Buturi-gakkakiwi Kizi. — 1915. — Bd. 8. — S. 106—116. — doi:10.11429/ptmps1907.8.4_106.
  - Комментированный английский перевод: Ishiwara J. The universal meaning of the quantum of action // European Physical Journal H. — 2017. — Vol. 42. — P. 523—536. — doi:10.1140/epjh/e2017-80041-1. — arXiv:1708.03706.
- Ishiwara J. Über den Fundamentalsatz der Quantentheorie // Tokyo Sugaku Buturi-gakkakiwi Kizi. — 1915. — Bd. 8. — S. 318—326. — doi:10.11429/ptmps1907.8.10_318.
- Ishiwara J. Ryoshi-ron I, II, III [Quantum theory I, II, III] // Tokyo Butsuri-gakko Zasshi. — 1918. — Bd. 27. — S. 147—158, 183—195, 221—230.
- Ishiwara J. Sōtaisei Genri [Principle of Relativity]. — Tokyo, 1921.
- Ishiwara J. Butsuri-gaku no Kisoteki Sho-mondai [The fundamental problems of physics]. — Tokyo: Iwanami-shoten, 1923, 1926.